# Prêmio Emmy Internacional de atualidade
O Prêmio Emmy Internacional de Atualidade (em inglês: International Emmy Awards for Current Affairs & News) reconhece a excelência em reportagens jornalísticas e cobertura de notícias internacionais. Esta premiação é entregue pela Academia Internacional das Artes e Ciências Televisivas (IATAS) desde 2007, destacando-se por honrar produções televisivas que abordam questões atuais e relevantes globalmente.
A cerimônia de premiação acontece em Nova York, geralmente durante o Prêmio Emmy de Notícias e Documentários, organizado pela Academia Nacional de Artes e Ciências Televisivas dos Estados Unidos. 

## Múltiplas vitórias
Por país
| N.º de vitórias | País        |
| --------------- | ----------- |
| 11              | Reino Unido |
| 2               | Canadá      |

## Indicados e vencedores
| Ano  | Vencedor | País          | Emissora de TV                             |
| ---- | --- | ------------- | ------------------------------------------ |
| 2007 | Baghdad: A Doctor's Story                                                                                        | Reino Unido   | BBC Two                                    |
| 2007 | The Candelária Slaughter                                                                                         | Brasil        | Rede Globo                                 |
| 2007 | The Path of the Cocaine Leaf                                                                                     | Argentina     | Cuatro Cabezas                             |
| 2007 | The Zone of Love                                                                                                 | Rússia        | TV channel Russia                          |
| 2008 | Peter R. de Vries – Natalee Holloway                                                                             | Países Baixos | SBS Broadcasting B.V./Endemol Nederland    |
| 2008 | The fifth estate – Cruel Camera                                                                                  | Canadá        | Canadian Broadcasting Corporation          |
| 2008 | Hot Line – Césio 137                                                                                             | Brasil        | Rede Globo                                 |
| 2008 | Witness – Red Mosque                                                                                             | Catar         | Al Jazeera                                 |
| 2009 | Saving Africa’s Witch Children                                                                                   | Reino Unido   | Channel 4                                  |
| 2009 | Return to Nablus                                                                                                 | Catar         | Al Jazeera                                 |
| 2009 | Kindersklaven | Alemanha      | Westdeutscher Rundfunk                     |
| 2009 | Babies Traffic                                                                                                   | Argentina     | Eyeworks Cuatro Cabezas                    |
| 2010 | Dispatches - Pakistan's Taliban Generation                                                                       | Reino Unido   | Channel 4                                  |
| 2010 | Tuesday Report: Child Abduction                                                                                  | Hong Kong     | Television Broadcasts Limited              |
| 2010 | Enquete: The Ultimate Forgiveness                                                                                | Canadá        | Ici Radio-Canada Télé                      |
| 2010 | Telenoche: Glaciers, The First Veto                                                                              | Argentina     | Canal 13                                   |
| 2011 | Back from the Brink: Inside the Chilean Mine Disaster                                                            | Japão         | NHK                                        |
| 2011 | The Assassination of Jean Charles Meneses                                                                        | Brasil        | Discovery Networks Latin America           |
| 2011 | Cambodia - A Quest for Justice                                                                                   | Reino Unido   | UNTV                                       |
| 2011 | Unter Piraten | Alemanha      | GmbH                                       |
| 2012 | Haiti's Orphans: One Year After the Earthquake                                                                   | Canadá        | CBC Television                             |
| 2012 | Children and Drugs: A Childhood Overtaken by Addiction                                                           | Brasil        | Rede Globo                                 |
| 2012 | China Dolls - Fragile Bodies, Strong Minds                                                                       | Hong Kong     | Phoenix Satellite Television               |
| 2012 | The Merciless Traffic in the Flight From Africa                                                                  | Alemanha      | GmbH                                       |
| 2013 | Banaz: An Honour Killing                                                                                         | Reino Unido   | ITV                                        |
| 2013 | Enawenê-nawê – The spirit-men                                                                                    | Brasil        | Rede Globo                                 |
| 2013 | I-Witness – Alkansiya (Piggy Bank)                                                                               | Filipinas     | GMA Network                                |
| 2013 | ZDFzoom – The Fukushima Lie                                                                                      | Alemanha      | ZDF                                        |
| 2014 | The fifth estate: Made in Bangladesh                                                                             | Canadá        | Canadian Broadcasting Corporation          |
| 2014 | The Long Journey Home                                                                                            | Roménia       | Antena 3                                   |
| 2014 | Journalism for All - The Route of the K-Money                                                                    | Argentina     | Canal 13                                   |
| 2014 | Sunday Report - One Child Policy                                                                                 | Hong Kong     | Television Broadcasts Limited              |
| 2015 | Dispatches: Children on the Frontline - Children of Aleppo                                                       | Reino Unido   | ITN Productions                            |
| 2015 | Stray Bullets | Malásia       | 101 East/Al Jazeera English                |
| 2015 | Das Fussball-Imperium                                                                                            | Alemanha      | ZDF                                        |
| 2015 | Torre de David                                                                                                   | Brasil        | Globo News                                 |
| 2016 | Dispatches: Escape from ISIS                                                                                     | Reino Unido   | ITN                                        |
| 2016 | 101 East - Afghanistan: No Country for Women                                                                     | Malásia       | Al Jazeera English                         |
| 2016 | Reportage im Ersten - Long Thanh Will Lachen (Long Thanh Wants to Smile)                                         | Alemanha      | ARD / NDR                                  |
| 2016 | Syria on the Run                                                                                                 | Brasil        | GloboNews                                  |
| 2017 | Exposure: Saudi Arabia Uncovered                                                                                 | Reino Unido   | Hardcash Productions/ITV/WGBH/Frontline    |
| 2017 | Globo Repórter – Art as Passport                                                                                 | Brasil        | TV Globo                                   |
| 2017 | 101 East – Rodrigo Duterte: A President’s Report Card                                                            | Malásia       | Al Jazeera English                         |
| 2017 | Mission Investigate: The Panama Papers                                                                           | Suécia        | SVT/Yle/NDR                                |
| 2018 | White Right: Meeting the Enemy                                                                                   | Reino Unido   | Fuuse Films/ITV                            |
| 2018 | Off the Grid – Silent Death on a Syrian Journey                                                                  | Turquia       | TRT World                                  |
| 2018 | Menschenschmuggler – Das Geschäft mit den Flüchtlingen                                                           | Alemanha      | DR TV/ZDF                                  |
| 2018 | Especial – Children of Maria da Penha                                                                            | Brasil        | GloboNews                                  |
| 2019 | Deceptive Diplomacy - Cover-up by the UN                                                                         | Suécia        | SVT/Mission Investigate                    |
| 2019 | Fantástico: 11 days in North Korea                                                                               | Brasil        | TV Globo                                   |
| 2019 | Exposure: Iran Unveiled: Taking on the Ayatollahs                                                                | Reino Unido   | ITV/Hardcash Productions                   |
| 2019 | BBC Africa Eye: Sweet Sweet Codeine                                                                              | Níger         | BBC World Service                          |
| 2020 | Undercover: Inside China’s Digital Gulag                                                                         | Reino Unido   | Hardcash Productions/ITV                   |
| 2020 | BBC Africa Eye: Sex for Grades                                                                                   | Níger         | BBC Africa Eye                             |
| 2020 | GloboNews Documentário: Allies                                                                                   | Brasil        | GloboNews/TV Globo                         |
| 2020 | The Story of Swedbank and the World’s Largest Money Laundering Scandal                                           | Suécia        | Mission Investigate/Sveriges Television    |
| 2021 | In Cold Blood (Exposure)                                                                                         | Reino Unido   | DSP/ITV                                    |
| 2021 | Africa Eye: The Baby Stealers                                                                                    | Quênia        | BBC World Service                          |
| 2021 | Bureau Buitenland: De Jacht op Gaddafi's miljarden                                                               | Países Baixos | VPRO Television                            |
| 2021 | Profissão Repórter & Fantástico: COVID-19 - A rotina diária de uma equipe de saúde dentro de um hospital público | Brasil        | TV Globo                                   |
| 2022 | Panorama: Slahi Und Seine Folterer (In Search Of Monsters)                                                       | Alemanha      | NDR-Fernsehen                              |
| 2022 | Black Axe | Níger         | BBC Africa Eye                             |
| 2022 | Domingo Espetacular: Luta de André Tal contra o Parkinson                                                        | Brasil        | Record TV                                  |
| 2022 | Exposure – Fearless: The Women Fighting Putin                                                                    | Reino Unido   | Hardcash Productions / The Economist / ITV |
| 2023 | Off The Grid – Ukraine Wartime Diaries                                                                           | Turquia       | TRT World                                  |
| 2023 | Exposure: The Crossing                                                                                           | Reino Unido   | David Modell Productions                   |
| 2023 | Abrigo – Inocentes sob ataque                                                                                    | Brasil        | GloboNews                                  |
| 2023 | UVDA: Last stop before Kyiv                                                                                      | Israel        | I.D UVDA Ltd. / Keshet Media Group         |
| 2024 | The Last Hospital: 30 Days in Myanmar                                                                            | Reino Unido   | Sky News                                   |
| 2024 | Evel, Hazin - Dias de Luto                                                                                       | Brasil        | GloboNews / Globo                          |
| 2024 | The Trap: India’s Deadliest Scam                                                                                 | Índia         | BBC India Eye (World Service)              |
| 2024 | “UVDA” with Ilana Dayan: Brother & sister in captivity                                                           | Israel        | UVDA Ltd. / Keshet Media Group             |